# Nani (Warcraft)

Un nano del clan Barbabronzea tratto dal trailer introduttivo di World of Warcraft

I nani (dwarves) sono una razza dell'universo immaginario di Warcraft, creato da Blizzard Entertainment. Introdotti in Warcraft II: Tides of Darkness, compaiono in tutti i titoli successivi e in altro materiale della serie Warcraft; nel videogioco MMORPG World of Warcraft sono una delle razze giocabili per la fazione dell'Alleanza fin dalla sua uscita.

## Storia

### Origine
I nani discendono da un gruppo di terrigeni (umanoidi di pietra creati dai custodi titanici) che si era stabilito nel complesso titanico di Uldaman, nelle Maleterre, assieme ad alcuni meccagnomi e ai custodi Archaedas e Ferraya; essi vennero colpiti dalla Maledizione della Carne, una degenerazione creata dagli Dei Antichi che trasformava i soggetti colpiti in creature di carne e sangue, e chiesero quindi ad Archaedas di essere messi in stasi fino a che non si fosse trovata una cura. Col tempo, anche Archaedas e Ferraya entrarono in stasi nelle profondità di Uldaman, e anche i meccagnomi subirono i sintomi della Maledizione, trasformandosi in gnomi; l'ultima gnoma rimasta ad Uldaman, 2.500 anni prima della Prima Guerra, prima di morire liberò dalla stasi i terrigeni i quali, completamente mutati dalla Maledizione della Carne, si erano trasformati in nani. 
Conservando alcuni ricordi del loro passato, i nani chiamarono la parte di continente dove si trovavano "Khaz Modan", in onore di Khaz'goroth, il Titano forgiatore. Essi lasciarono Uldaman, spostandosi verso le terre montuose di Dun Morogh, sottraendole al controllo dei troll Mantogelido e costruendo la città di Forgiardente nelle profondità della montagna. Qui incontrarono gli gnomi che tempo prima avevano a loro volta compiuto lo stesso tragitto, e le due razze strinsero ben presto amicizia. 
1.300 anni dopo, ci furono i primi contatti con gli umani che abitavano Lordaeron, ed anche con i essi i nani strinsero ottimi rapporti. Gli umani insegnarono loro come parlare, leggere e scrivere la lingua comune (la lingua nanica era solo parlata, quella scritta era composta da rune) e li istruirono anche nelle vie della Luce Sacra, addestrando sia sacerdoti, sia paladini.

### La Guerra dei Tre Martelli
230 anni prima della Prima Guerra, Forgiardente era governata dal re Modimus Forgiamara, e la sua popolazione si era divisa in tre grandi clan fra cui c'era molta tensione: i Barbabronzea, molto vicini al re e veri e propri abitanti di Forgiardente, i Granmartello, che vivevano principalmente sulle colline attorno alla città, e i Ferroscuro, che abitavano le profondità della montagna ed erano dediti alla stregoneria e all'intrigo.
Alla morte di re Modimus, prima che il suo erede potesse prendere ufficialmente il trono, i tre clan cominciarono a lottare fra loro per la supremazia ed il controllo su Forgiardente; dopo anni di scontri sanguinosi, i Barbabronzea riuscirono a scacciare gli altri clan dalla città. I Gramartello si spostarono a nord, fondando un altro regno sui picchi di Grim Batol, nelle Paludi Grigie, mentre i Ferroscuro si spostarono a sud, fondando la città di Thaurissan (dal nome del loro capo) nelle Montagne Crestarossa. Mentre i Granmartello finirono per accettare di buon grado la cosa, i Ferroscuro covarono vendetta e, dopo anni di preparazione, il thane-occultista Thaurissan si mise alla testa di un esercito marciando verso Forgiardente, mentre sua moglie Modgud invase Grim Batol con un'altra armata, scagliando sui nani Granmartello incantesimi terrificanti: entrambi gli attacchi vennero respinti dai difensori (i Granmartello riuscirono anche ad uccidere Modgud), e i Ferroscuro ripiegarono verso i loro territori, incalzati sia dai Barbabronzea, sia dai Granmartello. 
Disperato, Thaurissan cercò di scagliare un potente incantesimo per annientare i suoi nemici, ma per errore evocò il signore elementale del fuoco, Ragnaros, il cui arrivo fu preceduto da potentissime esplosioni: oltre ad uccidere all'istante Thaurissan, esse fecero sorgere un nuovo vulcano (il Massiccio Roccianera) e bruciarono completamente i territori circostanti, che divennero da allora noti come Gorgia Rovente e Steppe Ardenti. Alla vista di tale distruzione, le forze dei Barbabronzea e dei Granmartello si ritirarono di gran carriera, ponendo così fine alla guerra e abbandonando i Ferroscuro al loro destino: costoro, schiavizzati da Ragnaros, costruirono un'altra città nelle profondità del Massiccio Roccianera, Forgiascura.
Sfortunatamente la magia malvagia di Modgud aveva reso inabitabile la terra dei Granmartello, che dovettero così trovarsi una nuova casa; alcuni si stabilirono a Northeron (nelle odierne Alture del Crepuscolo), ma la maggioranza si spostò a Lordaeron, stabilendosi nelle Entroterre: qui fondarono la città di Picco dell'Aquila, svilupparono lo sciamanesimo e cominciarono a cooperare con i grifoni nativi della zona. I Barbabronzea ed i Granmartello, giurando di non entrare mai più in guerra gli uni contro gli altri, rimasero in buon rapporti e costruirono il viadotto di Thandol, un enorme ponte che collega le Paludi Grigie di Khaz Modan agli Altopiani d'Arathi di Lordaeron.

### La Seconda Guerra
Durante il regno di Magni Barbabronzea iniziò la Seconda Guerra, durante la quale l'Orda degli orchi conquistò Khaz Modan e ne sfruttò le risorse, pur non riuscendo ad espugnare Forgiardente (che rimase sotto assedio da parte del clan dei Guerci Insanguinati per tutta la durata del conflitto). Proseguendo verso nord, l'Orda invase Lordaeron, incluse le Entroterre, dove entrarono in conflitto con il clan Granmartello guidati dal thane Kurdran: l'assedio venne respinto anche grazie al provvido intervento delle forze dell'Alleanza, a cui i Granmartello si unirono quindi di buon grado, fornendo tra l'altro i propri cavalieri di grifoni, che si sarebbero rivelati strumentali nel contrastare i draghi controllati dagli orchi.
L'inarrestabile avanzata dell'Orda venne fermata alle porte della capitale di Lordaeron, dopodiché gli orchi furono costretti alla ritirata e le forze dell'Alleanza li spinsero verso sud, liberando Khaz Modan nel processo; i nani di Forgiardente, così come gli gnomi, aderirono quindi alla coalizione. Due anni dopo la sconfitta dell'Orda, Kurdran partecipò alla spedizione a Draenor guidata dal mago Khadgar, e con la chiusura del Portale Oscuro venne dato (erroneamente) per morto; al trono gli successe il thane Falstad Granmartello.

### La liberazione dei Ferroscuro
Cinque anni dopo la Terza Guerra (che lasciò pressoché intatti i regni nanici), i nani Ferroscuro erano ancora sotto il controllo di Ragnaros, che li governava tramite Dagran Thaurissan, discendente del thane-occultista Thaurissan che aveva evocato il Signore del Fuoco secoli prima; solo una piccola fazione era sfuggita a tale situazione: la Fratellanza del Torio, stabilitasi nella Gorgia Rovente. Ragnaros comandò a Thaurissan di preparare i suoi sudditi ad una nuova guerra contro gli altri clan nanici, ordine a cui il re obbedì volentieri, sia perché covava ancora risentimento verso gli altri clan, sia perché pensava che, con tutti i nani sotto il suo comando, si sarebbe potuto liberare di Ragnaros.
Come primo atto, Thaurissan riuscì a rapire la figlia di re Magni, Moira, portandola a Forgiascura; egli pensava di usarla ostaggio per ricattare Barbabronzea, ma inaspettatamente i due si innamorarono: Thaurissan la sposò dopo pochi mesi, e le parlò del suo sogno di liberare i Ferroscuro, che Moira fece suo. Convinto che sua figlia fosse stata stregata, Magni assoldò degli avventurieri per salvarla: questi uccisero Thaurissan e Moira, furiosa, non solò rifiutò di tornare a Forgiardente, ma rivelò anche di essere incinta dell'erede al trono dei Ferroscuro. Ella si decise a portare avanti il sogno del marito: la morte del re aveva gettato nel caos il clan, e con gli sgherri di Ragnaros occupati a riportare l'ordine, Moira aveva libertà di movimento: fece così circolare la voce che il Signore del Fuoco stava aumentando le sue forze, e che nel suo covo vi erano incredibili tesori: in breve tempo, nutrite schiere di avventurieri smantellarono le difese di Ragnaros, uccisero i suoi luogotenenti e lo bandirono nuovamente nel Piano Elementale del Fuoco, lasciando Moira alla testa del clan Ferroscuro.

### Il Concilio dei Tre Martelli
Otto anni dopo la Terza Guerra, un'agitazione delle forze elementali colpì Azeroth, e anche a Forgiardente, si contarono danni e vittime; tentando di proteggere il suo popolo, re Magni si sottopose ad un antico rituale dei terrigeni che avrebbe dovuto metterlo in comunione con la terra: l'effetto fu invece molto più radicale, e il sovrano venne trasformato in una statua di diamante, lasciando Forgiardente senza un re. La notizia giunse a sua figlia Moira, che negli ultimi tre anni aveva cercato di consolidare il suo controllo sui nani Ferroscuro, parte dei quali era tornata a venerare gli elementali del fuoco guidando una rivolta contro di lei; Moira decise di prendere il suo posto come legittima erede al trono di Forgiardente, portando con sé i Ferroscuro a lei leali e, pur sapendo che essi non sarebbero stati respinti a causa della storica inimiciza tra i due clan, marciò su Forgiardente e si proclamò regina. La tensione nella città salì alle stelle e Moira, per prevenire lo scoppio di violenze, decretò che nessuno sarebbe potuto entrare o uscire fino al passaggio di potere avvenuto. A Forgiardente si trovava, però, anche Anduin Wrynn, principe di Roccavento; suo padre Varian s'infiltrò con una squadra di assassini in città arrivando fino a Moira; la nana ebbe salva la vita grazie all'intervento dello stesso Anduin, ma Varian non le concesse di rimanere la sola governante di Forgiardente, e decretò la formazione del Concilio dei Tre Martelli, un organo di governo formato da un rappresentante per ognuno dei tre clan nanici: Moira per i Ferroscuro, Muradin per i Barbabronzea e Falstad per i Granmartello. Il Concilio rimarrà attivo fino a che il figlio di Moira, Dagran Thaurissan II, non raggiungerà la maggiore età, prendendo il suo posto sul trono.
Non molto tempo dopo, i troll Mantogelido di Dun Morogh si prepararono a lanciare un attacco a Forgiardente, supportati da alcuni emissari degli Zandalari; le forze dei Ferroscuro guidate da Moira, insieme ad un contingente dell'Alleanza guidato da Varian, sventarono il piano.

## Cultura
I nani sono noti per la loro abilità nell'artigianato, in particolare nella lavorazione dei metalli. Per un nano, il clan costituisce una parte fondamentale della propria identità: vi sono tre clan maggiori, Barbabronzea, Granmartello e Ferroscuro:
- Barbabronzea (Bronzebeard): il più noto fra i clan di nani dell'universo di Warcraft[12]. Validi sostenitori dell'Alleanza, i nani del clan Barbabronzea si sono ultimamente interessati alla riscoperta delle loro origini, fondando fra l'altro la Lega degli Esploratori[12], guidata da Brann Barbabronzea. Alcune femmine del clan Barbabronzea portano la barba, che è considerata un segno distintivo di bellezza[19].
- Granmartello (Wildhammer): molto legati alla terra e alla magia naturale, praticano lo sciamanesimo[12][20]. Diversamente dai Barbabronzea e dai Ferroscuro, i Granmartello preferiscono costruire le loro città all'aria aperta, e non sotto terra[20]. A partire da World of Warcraft, si sono uniti ufficialmente all'Alleanza[20].
- Ferroscuro (Dark Iron): nani dalla pelle grigio scura o nera e capelli bianchi, neri o arancio. Quelli leali a Moira si sono ufficialmente uniti all'Alleanza nel periodo di World of Warcraft: Battle for Azeroth[21]

Esistono anche diversi altri clan minori, tra cui il clan Piccatonante, che combatte con il clan orchesco dei Lupi Bianchi nella Valle d'Alterac.